# Ли Сын Бэ
Ли Сын Бэ (кор. 이승배, род. 10 мая 1971) — корейский боксёр второй средней и полутяжёлой весовых категорий, выступал за сборную Южной Кореи в 1990-е годы. Серебряный и бронзовый призёр летних Олимпийских игр, чемпион Азиатских игр, многократный победитель и призёр национального первенства. В настоящее время — ассистент старшего тренера южнокорейской национальной команды.

## Биография
Ли Сын Бэ родился 10 мая 1971 года, уже в юном возрасте начал интересоваться спортом и активно занялся боксом. Первого международного успеха добился в 1992 году на чемпионате Азии, когда выиграл во втором среднем весе золотую медаль. Благодаря череде удачных выступлений удостоился права защищать честь страны на летних Олимпийских играх в Барселоне, сумел дойти здесь до стадии полуфиналов, но проиграл знаменитому кубинцу Ариэлю Эрнандесу, который в итоге и стал чемпионом.
В 1994 году Ли участвовал в зачёте Азиатских игр в Хиросиме и был здесь первым, тем не менее, в следующем сезоне решил перейти в полутяжёлую весовую категорию. Оставаясь в числе лидеров сборной, получил путёвку на Олимпиаду 1996 года в Атланту, в четвертьфинале и полуфинале победил таких известных боксёров как Стипе Дрвиш (будущий чемпион мира по версии WBA) и Томас Ульрих, однако в решающем матче не смог переиграть представителя Казахстана Василия Жирова — после окончания трёх раундов судьи зафиксировали счёт 17:4 не в пользу корейца. После этих соревнований Ли ещё некоторое время продолжал выходить на ринг, например, выиграл серебряную медаль на летних Азиатских играх 1998 года в Бангкоке, хотя в последние годы его участие в матчах национальной сборной заметно сократилось.
Завершив карьеру боксёра, Ли Сын Бэ стал тренером по боксу, в 2008 году окончил Конкукский университет в Сеуле, где учился на факультете физической культуры и спорта. Ныне является помощником главного тренера национальной команды Южной Кореи.